# Reproducción asexual

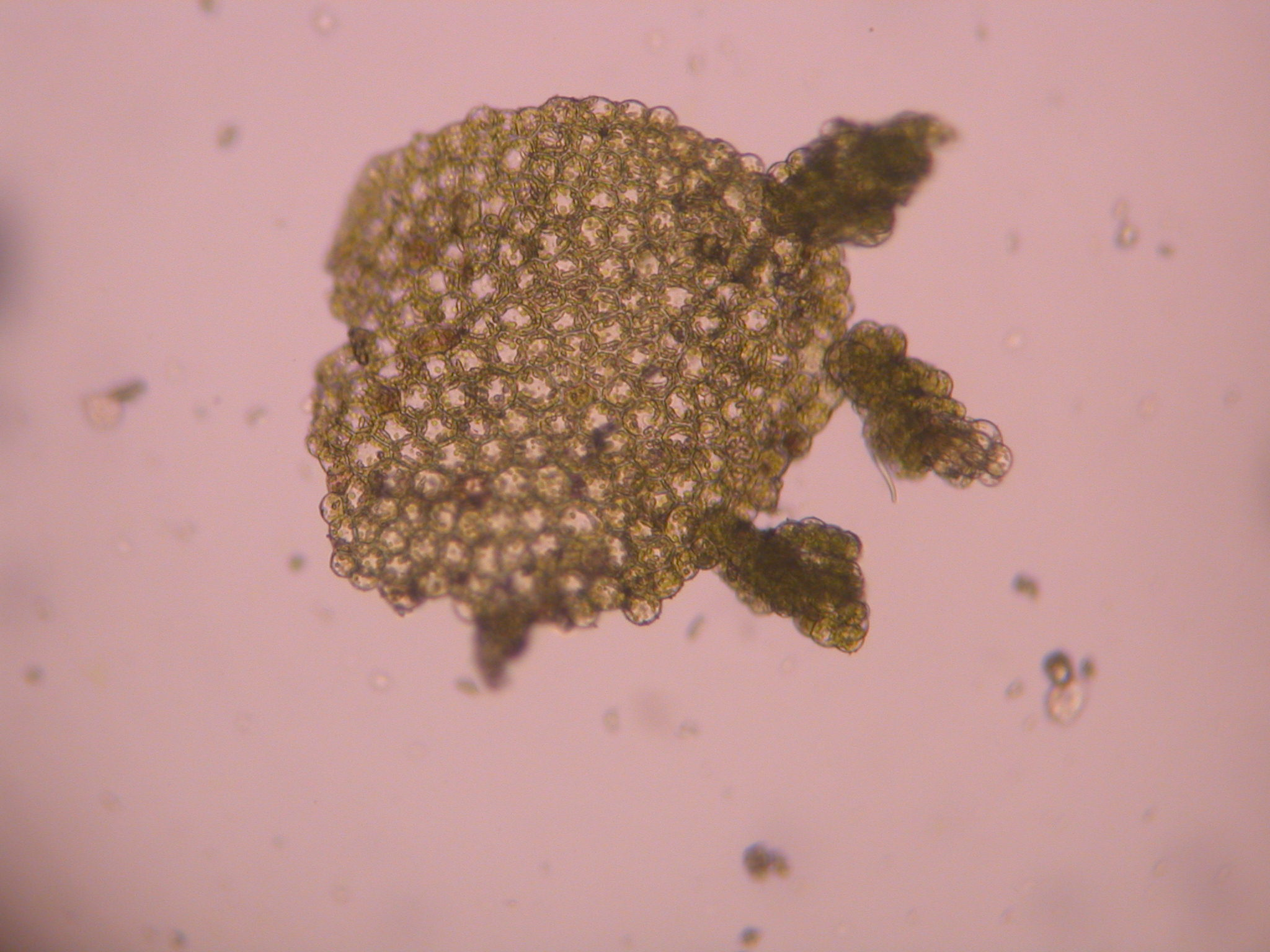
Reproducción asexual en hepáticas

La reproducción asexual es una forma de reproducción de un ser viviente en la que a partir de una célula o un grupo de células, se desarrolla por procesos mitóticos un individuo completo, genéticamente idéntico al primero (excepto si hay mutaciones). Se lleva a cabo mediante un solo progenitor y sin la intervención de los núcleos de las células sexuales o gametos.
Los organismos celulares más simples se reproducen por un proceso conocido como fisión o escisión, en el que la célula madre se fragmenta en dos o más células hijas, perdiendo su identidad original.
La división celular que da lugar a la proliferación de las células que constituyen los tejidos, órganos y sistemas de los organismos pluricelulares no se considera una reproducción, aunque es casi idéntica al proceso de escisión binaria.
En ciertos animales pluricelulares, tales como celentéreos, esponjas y tunicados, la división celular se realiza por yemas. Estas se originan en el cuerpo del organismo madre y después se separan para desarrollarse como nuevos organismos idénticos al primero. Este proceso, conocido como gemación, es análogo al proceso de reproducción vegetativa de las plantas.
Procesos reproductores como los citados, en los que un único organismo origina su descendencia, se denominan científicamente “reproducción asexual”. En este caso, la descendencia obtenida es idéntica al organismo que la ha originado sin la necesidad de un gameto.

## Reproducción asexual en los animales

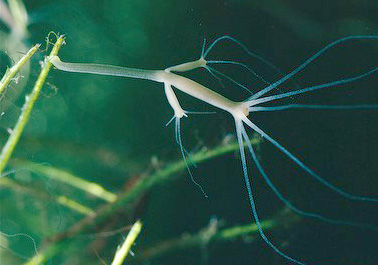
Hydra oligactis unida a una planta. Se reproduce por gemación de las hidras hijas que crecen a los lados

Reproducción de la hidra (gemación) :
1. Sin reproducirse
2. Creando un brote
3. Hija creciendo
4. Empezando a dividirse
5. Hija separada
6. Hija clon

La reproducción asexual solo se presenta en los organismos cuyas células conservan aún la totipotencia embrionaria, es decir, ’la capacidad de no solo multiplicarse’, sino también de diferenciarse en distintos tipos de células para lograr la reconstrucción de las partes del organismo que pudieran faltar.
Como la totipotencia embrionaria es tanto más común cuanto más sencilla es la organización animal, ésta tiene lugar en esponjas, celentéreos, anélidos, nemertea, equinodermos y también en los estados larvarios y embrionarios de todos los animales.
Las modalidades básicas de reproducción asexual en animales son:
- La bipartición.
- La fragmentación o escisión.
- La gemación o yemación.
- La poliembrionía.
- La partenogénesis.

En esta reproducción no intervienen espermatozoides ni óvulos, es la diferencia principal entre la reproducción sexual y la asexual.

### Ejemplos
La reproducción asexual se encuentra en casi la mitad de los filos animales. Parthenogenesis occurs in the hammerhead shark La partenogénesis ocurre en el tiburón martillo (Sphyrnidae)  y en el tiburón de puntas negras (Carcharhinus limbatus). En ambos casos, los tiburones habían alcanzado la madurez sexual en cautiverio en ausencia de machos, y en ambos casos se demostró que las crías eran genéticamente idénticas a las madres. El lagarto Aspidoscelis neomexicanus de Nuevo México es otro ejemplo.
Algunos reptiles utilizan el sistema ZW de determinación del sexo, que produce machos (con cromosomas sexuales ZZ) o hembras (con cromosomas sexuales ZW o WW). Hasta 2010, se pensaba que el sistema cromosómico ZW utilizado por los reptiles era incapaz de producir descendencia WW viable, pero se descubrió que una boa constrictor hembra (ZW) había producido descendencia femenina viable con cromosomas WW. La boa hembra podría haber elegido cualquier número de parejas masculinas (y lo había hecho con éxito en el pasado), pero en esta ocasión se reprodujo asexualmente, creando 22 bebés hembra con cromosomas sexuales WW.
La poliembrionía es una forma muy extendida de reproducción asexual en animales, mediante la cual el óvulo fertilizado o una etapa posterior del desarrollo embrionario se divide para formar clones genéticamente idénticos. En los animales, este fenómeno se ha estudiado mejor en los parásitos himenópteros. En los armadillos de nueve bandas (Dasypus novemcinctus), este proceso es obligatorio y normalmente da lugar a cuatrillizos genéticamente idénticos. En otros mamíferos, la gemelación monocigótica no tiene una base genética aparente, aunque ocurre con frecuencia. Hoy en día hay en el mundo al menos 10 millones de gemelos y trillizos humanos idénticos.
El género de alamejas Corbicula incluye algunas especies de almejas que sólo poseen machos y que se reproducen mediante androgénesis, un proceso donde el embrión hereda únicamente el material genético paterno.
Aunque la autofecundación es común, también ocurre cruzamiento externo, incluso entre diferentes especies, lo que puede llevar a la retención parcial de genomas maternos y contribuir a la diversidad genética observada.
Así mismo la hibridación entre especies ha llevado a la creación de linajes o especies androgéneticas genéticamente diversas.
Los rotíferos bdelloideos se reproducen exclusivamente de forma asexual y todos los individuos de la clase Bdelloidea son hembras. La asexualidad evolucionó en estos animales hace millones de años y ha persistido desde entonces. Hay evidencia que sugiere que la reproducción asexual ha permitido a los animales desarrollar nuevas proteínas a través del efecto Meselson que les ha permitido sobrevivir mejor en períodos de deshidratación. Los rotíferos bdelloides son extraordinariamente resistentes al daño causado por la radiación ionizante debido a las mismas adaptaciones de preservación del ADN utilizadas para sobrevivir a la latencia. Estas adaptaciones incluyen un mecanismo extremadamente eficiente para reparar roturas de la doble hebra del ADN. Este mecanismo de reparación se estudió en dos especies de Bdelloidea, Adineta vaga, y Philodina roseola. y parece implicar recombinación mitótica entre regiones de ADN homólogas dentro de cada especie.
La evidencia molecular sugiere firmemente que varias especies del género de insectos palo Timema han utilizado sólo la reproducción asexual (partenogenética) durante millones de años, el período más largo conocido para cualquier insecto.] Hallazgos similares sugieren que la especie de ácaro Oppiella nova puede haberse reproducido completamente asexualmente durante millones de años.
En el género Aptinothrips de los tisanópteros ha habido varias transiciones a la asexualidad, probablemente debido a diferentes causas.

## Reproducción asexual en las plantas
Se da en las plantas cuando una parte de ellas se divide (tallo, rama, brote, tubérculo, rizoma...) y se desarrolla por separado hasta convertirse en una nueva planta. Se halla extraordinariamente difundida y sus modalidades son muchas y muy variadas. Entre ellas se encuentran:
- La esporulación o esporogénesis.
- La reproducción vegetativa.

- Las mitosporas.
- Los propágulos.
- La apomixis.
- La multiplicación vegetativa artificial:
  - Injertos: Un fragmento de tallo de una planta (injertos óseos), se introduce dentro del tallo o tronco de la misma especie o distinta. Se suele usar en árboles frutales o especies ornamentales.
  - Estacas: la reproducción por estacas consiste en cortar un fragmento de tallo con yemas y enterrarlo. Después se espera hasta que broten raíces. Así se obtiene una nueva planta.
  - Esqueje o gajos: tallos que se preparan, en recipientes con agua o en tierra húmeda, donde forman nuevas raíces, tras lo cual pueden plantarse.
  - Cultivo de tejidos: cultivo realizado en un medio libre de microorganismos y utilizando soluciones nutritivas y hormonas vegetales, que provocan el crecimiento de raíces, tallos y hojas a partir de un fragmento de una planta.
  - Acodo: consiste en enterrar una parte de la planta y esperar a que arraigue. Entonces se corta y se trasplanta, se utiliza en las vides.
  - Esporulación: tipo de reproducción mediante esporas.

## Reproducción asexual en microorganismos

### Microorganismos eucariotas
- División binaria: Por estrangulación en el plano medio, se reproducen dos nuevos organismos, esto ocurre en la levadura.
- Esporulación o esporogénesis: Una célula reproductora asexual, generalmente haploide y unicelular. La reproducción por esporas permite al mismo tiempo la dispersión y la supervivencia por largo tiempo (dormancia) en condiciones adversas.

### Bacterias
- Fisión binaria: La célula madre se divide en dos células hijas de igual tamaño.
- Fisión múltiple: La célula madre crece y desarrolla una cápsula antes de dividirse, por fisiones binarias sucesivas, antes de que las diversas células resultantes se dispersen; es lo que pasa en el género Stanieria.[18]
- Gemación: Reproducción mediante la fisión desigual de la célula madre. Ocurre en Planctomycetota, y a veces también en Cyanobacteriota y Bacillota.[18]

## Ventajas y desventajas de la reproducción asexual

### Ventajas
Entre las ventajas biológicas que conlleva están su rapidez de división y su simplicidad, pues no tienen que producir células sexuales, ni tienen que gastar energía en las operaciones previas a la fecundación, de esta forma un individuo aislado puede dar lugar a un gran número de descendientes, por medios como la formación asexual de esporas, la fisión transversal, o la gemación; facilitándose la colonización rápida de nuevos territorios y es mucho más rápida, ya que no tiene la intervención de gametos masculinos y femeninos.

### Desventajas
En cambio, presenta la gran desventaja de producir una descendencia sin variabilidad genética, clónica, al ser todos genotípicamente equivalentes a su parental y entre sí. La selección natural no puede "elegir" los individuos mejor adaptados (ya que todos lo están por iguales) y estos individuos clónicos puede que no logren sobrevivir a un medio que cambie de modo hostil, pues no poseen la información genética necesaria para adaptarse a este cambio. Por lo tanto esa especie podría desaparecer, salvo que haya algún individuo portador de una combinación para adaptarse al nuevo medio.

## Importancia adaptativa de la reproducción asexual
La falta total de reproducción sexual es relativamente rara entre los organismos multicelulares, particularmente los animales. No se comprende del todo todavía por qué la capacidad de reproducirse sexualmente es tan común entre ellos. Las hipótesis actuales sugieren que la reproducción asexual puede tener beneficios a corto plazo cuando el rápido crecimiento de la población es importante o en entornos estables, mientras que la reproducción sexual ofrece una ventaja neta al permitir una generación más rápida de diversidad genética, permitiendo la adaptación a entornos cambiantes. Las limitaciones del desarrollo pueden ser la razón por la que pocos animales han abandonado completamente la reproducción sexual durante sus ciclos de vida. Casi todos los modos de reproducción asexual mantienen la meiosis, ya sea en una forma modificada o como vía alternativa. Las plantas facultativamente apomícticas aumentan la frecuencia de sexualidad en relación con la apomixis después del estrés abiótico. Otra limitación para el cambio de la reproducción sexual a la asexual sería la pérdida concomitante de la meiosis y la reparación recombinacional protectora del daño del ADN que se produce como una función de la meiosis.